# Plusiophaes elancata
Plusiophaes elancata är en fjärilsart som beskrevs av François Louis Nompar de Caumont de Laporte 1977. Plusiophaes elancata ingår i släktet Plusiophaes och familjen nattflyn. Inga underarter finns listade i Catalogue of Life.